# Moses Enguelle
Moses Enguelle, auch  Moise Henri Enguelle, (* 2. Januar 1974 in Paris) ist ein ehemaliger französischer Fußballspieler und jetziger -trainer. Er spielte für den First Vienna FC in der österreichischen Ersten Liga.

## Karriere

### Spieler
Enguelle wurde als Sohn einer Guadeloupianerin und eines Kameruners in Paris geboren. Er spielte in seiner Jugend bei Olympic Mnolye Yaoundé in Kamerun und beim Al-Ettifaq FC in Saudi-Arabien. Nach seinem Auslandsaufenthalt kehrte er zurück nach Kamerun zum Dragon Club de Yaoundé, wo er bis 1997 blieb. Anschließend wurde Enguelle von Energie Cottbus für die Regionalliga verpflichtet, kam jedoch nur fünf Einsätze – darunter vier Einwechslungen –, in denen er kein Tor erzielen konnte. Ein besonderes Highlight war, dass er im DFB-Pokalfinale 1997 zum Einsatz kam, als er in der 81. Minute für Jörg Woltmann eingewechselt wurde. Dennoch konnte Enguelle die Niederlage nicht verhindern. Bereits im Sommer verließ er Cottbus in Richtung FC Bayern Hof in die Bayernliga. Dort konnte er sich ab dem 13. Spieltag etablieren und kam so bis 1999 auf 62 Einsätze und 17 Tore. Danach spielte Enguelle für die zweite Mannschaft des 1. FC Nürnberg und wurde bis 2000 13 mal eingesetzt. 2000 wechselte er zum First Vienna FC in die zweitklassige österreichische Erste Liga. Dort kam Enguelle nur am Anfang und am Ende der Saison zum Einsatz. Insgesamt absolvierte er 17 Spiele in der Ersten Liga und traf dreimal. Weil First Vienna nur den 9. Platz belegte, musste man in die Relegation, die gegen den FC Lustenau 07 verloren wurde. In der folgenden Regionalliga-Saison traf Enguelle sechsmal in 24 Spielen. Zum Ende hin wurde er meist nur eingewechselt. 2002 wechselte er zum SV Hundsheim. Dort kam er auf 28 Einsätze und ein Tor. Von 2003 bis 2005 war er bei der SV Oberwart unter Vertrag. Für diesen spielte er 27 mal in der Regionalliga, ohne ein Tor zu erzielen. In den folgenden Jahren war er bei verschiedenen unterklassigen Vereinen in Österreich unter Vertrag, bis er 2011 seine Karriere beim SK Unterschützen beendete.

### Trainer
Enguelle trainierte bereits mehrere Klubs in Österreich, darunter die U-16 der SV Oberwart sowie den USV RB Kaindorf.

## Leben
In seiner Zeit als Profifußballer erlitt Enguelle zwei Kreuzbandrisse. Er studierte nebenbei Jura und promovierte erfolgreich. Enguelle hat einen Sohn, Francis (* 1993), der ebenfalls Fußball spielt, es aber nie über die Regionalliga hinaus brachte. Am 10. November 2014 kam sein erstes Enkelkind, Liam Franklyn, zur Welt.